# Lophuromys dudui
Lophuromys dudui és un rosegador del gènere Lophuromys que viu al nord-est de la República Democràtica del Congo, des de Kisangani fins a les muntanyes de l'est i des de Garamba, Blukwa i Djugu fins a Irangi. Aquesta espècie pertany al subgènere Lophuromys i està relacionada amb L. aquilus. L. dudui és un Lophuromys clapat de cua curta i es pot reconèixer pel crani i els queixals petits i per les orelles i potes posteriors curtes.